# Royal Antwerp Golf Club
Royal Antwerp Golf Club is een Belgische golfclub in Kapellen. De club werd in 1888 opgericht.
Op 18 december 1946 was de club betrokken bij de oprichting van de Koninklijke Belgische Golf Federatie.

## De baan
De oude baan kende nodige problemen, onder meer omdat het op militair terrein lag en het gras kort gehouden werd door schapen. Vanaf 1904 werd een andere locatie gezocht, en uiteindelijk wordt 40 hectare grond gekocht van de Société des Domaines de Capellenbosch.
In 1910 werd door Willie Park jr. een nieuwe baan aangelegd. Deze was in 1912 gereed. In 1928 kon men 30 hectare aangrenzende grond bijkopen en onder leiding van golfbaanarchitect Tom Simpson werd de gehele baan aangepast en een extra lus van 9 holes aangelegd.

## Trivia
- In 1944 verdwaalde een V2, op de plaats van inslag is sindsdien de bunker van de 4e hole.[bron?]

## Toernooien

### Belgisch Open
| Jaar | Winnaar    | Land                |
| ---- | ---------- | ------------------- |
| 1914 | Tom Ball   | Verenigd Koninkrijk |
| 1925 | E. Lafitte | Frankrijk           |
| 1929 | S.F. Brews | Zuid-Afrika         |
| 1954 | Dai Rees   | Wales               |